# Восточные Бирдс-Хед языки
Восточные Бирдс-Хед языки — языковая семья, состоящая из трёх языков: маникион, меях, москона, на которых говорят на полуострове Чендравасих (Бирдс-Хед), западнее острова Новая Гвинея с числом говорящих 20 000 человек в целом.
Стивен Вурм определяет подразделения его папуасской классификации как семьи (порядка германских языков), группы родственных языков (порядка индо-европейских языков), и филы (порядка ностратических гипотез). Восточные Бирдс-Хед — терминология. Язык, который не связан с любым другим на уровне семьи, такие как греческий и индо-европейские, будет называться изолятом в этой схеме.

## Классификация
Группа родственных языков Бирдс-Хед (3 языка):
- Мантион (маникион) — изолят
- Семья меакс: меях, москона
- ? сапони (противоречивые показания)